# The Darkness (videojuego)
The Darkness es un videojuego de terror perteneciente al género de disparos en primera persona, acción y terror psicológico, desarrollado por la empresa Starbreeze Studios y publicado por 2K Games para las consolas PlayStation 3 y Xbox 360. Fue lanzado en junio del año 2007 en América del Norte y Europa. El juego está basado en el cómic del mismo título. Una secuela titulada The Darkness II fue lanzada en febrero del año 2012. 

## Argumento
El jugador toma el papel de Jackie Estacado (con la voz de Kirk Acevedo), cuya cabeza tiene precio por el don de la mafia de Nueva York, Paulie Franchetti. Mientras se esconde en el cementerio, la Oscuridad (con la voz de Mike Patton), una antigua fuerza demoníaca, llamada The Darkness, que ha habitado en su familia durante varias generaciones, se despierta dentro de Jackie y mata a los mafiosos que le persiguen. Jackie consigue habilidades demoníacas que se alimentan de la oscuridad. Ahora Jackie es el cazador y quiere localizar a Paulie, pero éste y el jefe de policía corrupto Eddie Shrote secuestran a la novia de Jackie, Jenny Romano (con la voz de Lauren Ambrose). La llevan al orfanato donde Jackie y Jenny crecieron y la asesinan. Jackie es incapaz de salvar a Jenny, debido a que The Darkness lo sujeta deliberadamente.
Jackie se suicida y va al reino de las tinieblas. Él se encuentra allí con su tatara-tatara-abuelo Anthony Estacado, quien revela que fue él quien trajo a The Darkness a la familia y le dice a Jackie cómo liberarse de The Darkness: luchando con ella en el castillo.
Jackie revive, por poco tiempo, porque le pone una bomba a Shrote que les mata a ambos. Jackie está otra vez como un cadáver y va al castillo de The Darkness con la ayuda de su abuelo Anthony. Anthony es mortalmente herido en el ataque, antes de que pueda decirle a Jackie los últimos pasos necesarios para liberarse de The Darkness.
Jackie se enfrenta a The Darkness, pero The Darkness le dice, que mientras él tiene el control ahora, cada vez que ciegue una vida, estará más consumido por The Darkness. Jackie revive otra vez y caza a Paulie que huye a su casita. Jackie se aprovecha de un eclipse solar para atacar la mansión y finalmente matar a Paulie.
En el epílogo, Jackie se encuentra en un sueño, acostado en un banco del parque en los brazos de Jenny. Jenny le explica que sólo se les permite unos minutos para estar juntos una última vez para despedirse. Jenny lo tranquiliza, lo que les permite disfrutar de los últimos momentos juntos antes de que Jackie se despierte de nuevo con la pantalla  desvanecimientose en negro.

## Jugabilidad
The Darkness cuenta con un asesino a sueldo italo-americano de la mafia Jackie Estacado nombrado como protagonista. El juego incluye una variedad de armas de hoy en día, así como los poderes de la Oscuridad. Los poderes Darkness incluyen convocar cuatro seres diablillos como los llamados "Darklings" que pueden atacar a los enemigos, usando tentáculos "oscuros" para empalar a los enemigos o romper las paredes, con zarcillos "Creeping Oscuras" que se escabullen por el suelo, paredes y techos para sacar enemigos desde la distancia, y la creación de un agujero negro que absorbe cualquier cosa cercana a ella. Los poderes en the Darkness no se pueden utilizar en un área bien iluminada, pero se pueden utilizar en las zonas más oscuras y bajo la oscuridad total; el jugador es capaz de disparar a las luces para ayudar a aumentar la cantidad de energía oscura disponible. 
En el transcurso del juego, Estacado entra en posesión de armas que son más poderosas que las armas convencionales, pero consumen Oscuridad. 
El juego tiene varios niveles basados en la ciudad de Nueva York, que los jugadores visitan varias veces. Un sistema de metro permite al jugador moverse entre áreas. Mientras que la trama principal es principalmente lineal, lo que requiere que el jugador visite cada área en un cierto orden, el jugador puede realizar misiones secundarias hablando con los personajes no jugadores que vagan las estaciones de metro. Completar misiones secundarias permite desbloquear los medios de comunicación del juego adicional; objetos de colección también se encuentran dispersos por todo el nivel. Los niveles del Otro Mundo disponen de colección en forma de correo postal sin contabilizar que el jugador puede entregar cuando de nuevo en la ciudad de Nueva York con el fin de desbloquear el contenido. 
En el juego, se muestra la película Matar a un ruiseñor. MaximumPC llamó a la escena "el ejemplo más auténtico de romance jamás transmitida en un videojuego". También se incluye la película El hombre del brazo de oro, un episodio completo de Flash Gordon, la película The Fighter Street, con Sonny Chiba, y cortos de dibujos animados de Popeye y Gabby. 

## Secuela
El 7 de febrero de 2011, una secuela fue confirmada para el lanzamiento a principios de 2012 para Microsoft Windows, Xbox 360 y PlayStation 3. Los desarrolladores originales, Starbreeze Studios, fueron confirmados para no estar en el desarrollo de la secuela, ya que estaban ocupados trabajando en Syndicate. fue más tarde que se anunció que Digital Extremes se ocuparía de desarrollar la secuela. Más tarde ese mes, se confirmó que Mike Patton regresará como la voz de The Darkness.
El 6 de junio de 2011, The Darkness II se le dio una fecha de lanzamiento de 4 de octubre de 2011. Sin embargo, se retrasó y finalmente puesto en libertad el 7 de febrero de 2012 en América del Norte, 10 de febrero de 2012 en Europa y Australia y 23 de febrero de 2012 en Japón.

## Banda sonora
La Música original para el juego fue escrita por el compositor Gustavo Grefberg, un diseñador de audio a tiempo completo en Starbreeze. Aparte del tema de los créditos, que es por proyecto de Mike Patton Tomahawk, que es la única música que realmente esta durante el juego. 
La banda sonora con licencia sin relación incluye los temas:
"Try" – The 21st Impact
"7 Days" – Acid House Kings
"Say Yes If You Love Me" – Acid House Kings
"Once Bitten, Twice Shy" – Blinded Colony
"Riverbank" – Pelle Carlberg
"Open Casket (edit)" – Closer
"Grind & Rewind" – Defleshed
"Black and White" – Down and Away
"Shoot It In" – The Duskfall
"Zon" – dyF1.6
"A Nice Day" – El Caco
"Substitute" – El Caco
"Die Toten Core" – F.K.Ü.
"Forever Train" – Frame
"I, Deviant" – Insense
"Pure and White" – Joy Serene
"Lucky Star" – The Legends
"Last Injection" – M.A.N.
"The Hunt" – man.machine.industry
"To Hell and Back" – man.machine.industry
"[[Cruci-Fiction in Space" – Marilyn Manson]]
"Later That Night" – Path Of No Return
"Empty Threats" – Searing I
"Die 5 Times Times 5" – South Ambulance
"Going Down" – Sparzanza
"It Won't Stop Bleeding" – Stained Red
"Captain Midnight" – Tomahawk
"Rendered In Vain" – Zonaria
"Summer's End (To Kill A Mockingbird)" – Elmer Bernstein

## Recepción
The Darkness recibió críticas "favorables" en ambas plataformas según el sitio web de puntuación de reseñas Metacritic. También recibió el premio "Juego del mes" en la edición de agosto de 2007 de Game Informer. En Hyper, Daniel Wilks elogió el juego por su "brillante narración de historias, luciendo excelente, y excelente el diseño de nivel". Sin embargo, criticó su "motor de física débil y algunos problemas de la IA". [29] En Japón, donde la versión de Xbox 360 fue portada y publicada por Spike el 15 de mayo de 2008 y la versión para PlayStation 3, también publicada por Spike, fue portado el 26 de junio de 2008, Famitsu dio a la versión anterior de la consola una puntuación de dos ochos y dos con siete para un total de 30 de 40.
411Mania le dio a la versión de Xbox 360 una puntuación de 8.7 sobre 10 y lo llamó "el tipo de juego de disparos que disfruto. Se basa en algo más que disparos. Le da una amplia gama de poderes con los que jugar. personas con quien interactuar. Te da una historia por la que vale la pena preocuparte. Y te hace sentir como si fueras la Oscuridad misma. Sin embargo, debido a la relativa brevedad de su contenido, algunos errores básicos y fallas que aún están presentes, y las pequeñas molestias de los controles de los poderes de Jackie, está lejos de ser perfecto. Sin embargo, este es un juego de disparos, si no del todo el clásico que estaba esperando ". The New York Times le dio al juego una crítica favorable y dijo que "parte del encanto del juego es su riqueza de detalles extravagantes, a menudo irrelevantes".Sin embargo, The AV Club le dio una C y lo llamó "un híbrido de género extralimitador, con frecuencia torpe con momentos de brillantez".
The Darkness ha vendido más de un millón de unidades en todo el mundo. La Autoridad de Desarrollo de Medios de Singapur previamente prohibió el juego por violencia excesiva y expresiones religiosas ofensivas. Después de la introducción de la clasificación de videojuegos en el año 2008, se levantó la prohibición y el título volvió a clasificar como M18. 